# آلفردو باکویریزو
آلفردو باکویریزو مورنو (به اسپانیایی: Alfredo Baquerizo Moreno) (زادهٔ ۲۸ سپتامبر ۱۸۵۹ – درگذشتهٔ ۲۰ مارس ۱۹۵۱) یک سیاستمدار اهل اکوادور بود.
وی سه بار بین سال‌های ۱۹۱۲ تا ۱۹۳۲ رئیس‌جمهور اکوادور بود.